# Торзо
Торзо или труп је анатомски назив за горњи део људског тела, са изузетком главе и удова. Труп, такође, укључује у себе груди, леђа и трбух.